# 上冈镇
上冈镇是江苏省盐城市建湖县境内一个重要的镇，也是该县仅次于县城近湖镇的第二大镇。2010年，冈东镇和草堰口镇并入以后，行政区域面积扩张到245.3平方公里，人口提高到15.9万人，辖10个居委会和34个村委会。镇政府驻上冈集镇府前路1号。